# Rhinolophus chiewkweeae
Rhinolophus chiewkweeae (Yoshiyuki & Lim, 2005) è un pipistrello della famiglia dei Rinolofidi endemica della penisola malese.

## Descrizione

### Dimensioni
Pipistrello di medie dimensioni, con la lunghezza della testa e del corpo di 64,0±0,93 mm, la lunghezza dell'avambraccio di 56,1±0,81 mm, la lunghezza della coda di 18,9±0,99 mm, la lunghezza del piede di 14±0,926 mm, la lunghezza delle orecchie di 25±0,76 mm.

### Aspetto
La pelliccia è lunga, densa e lanosa. Le parti dorsali sono bruno-arancioni mentre le parti ventrali sono più chiare. Le orecchie sono corte ma con un antitrago relativamente grande ed alto. La foglia nasale presenta una lancetta larga e triangolare, un processo connettivo basso e con il profilo semicircolare, una sella con delle piccole alette alla base e l'estremità arrotondata. La porzione anteriore è larga, copre completamente il muso ed ha un profondo incavo mediano alla base. Il labbro inferiore ha un solco longitudinale. Le membrane alari sono brunastre e attaccate posteriormente alla base della caviglia. La coda è lunga ed inclusa completamente nell'ampio uropatagio. Il primo premolare superiore è situato lungo la linea alveolare.

## Biologia

### Alimentazione
Si nutre di insetti.

## Distribuzione e habitat
Questa specie è conosciuta negli stati malesi del Kedah, Malacca e Johor e sull'isola di Langkawi.
Vive nelle foreste di Dipterocarpi fino a 1.276 metri di altitudine.

## Conservazione
Questa specie, essendo stata scoperta solo recentemente, non è stata sottoposta ancora a nessun criterio di conservazione.